# Eulima angulosa
Eulima angulosa is een slakkensoort uit de familie van de Eulimidae. De wetenschappelijke naam van de soort is voor het eerst geldig gepubliceerd in 1946 door Fischer-Piette & Nicklés.